# Alkanolamine

Structuurformule van ethanolamine

Een alkanolamine is een organische verbinding die op de koolstofketen zowel een hydroxyl- als een aminegroep draagt. De alkanolamines worden verdeeld in verschillende klassen:
- Eenvoudige alkanolamines (ethanolamine, propanolamine, 2-dimethylamino-ethanol, 2-(2-amino-ethylamino-)ethanol)
- Bètablokkers (propranolol, pindolol)
- Alkaloïden (veratridine, atropine)

Verder zijn er nog tal van enzymen, proteïnen en hormonen die onder de term alkanolamine kunnen geschaard worden.